# Lilla Borrsjön
Lilla Borrsjön är en sjö i Lindesbergs kommun i Västmanland och ingår i Norrströms huvudavrinningsområde.